# Rodina Baptistina
Rodina Baptistina je skupina asteroidů, která vznikla rozpadem většího asteroidu (zhruba 170 km) před 160 milióny lety při srážce s menším tělesem. Největším pozůstatkem původního tělesa je (298) Baptistina, po kterém je pojmenovaná tato skupina.
Množství menších úlomků kolize se dostalo do vnitřní části sluneční soustavy díky dráhové rezonanci s Jupiterem a Marsem, což způsobilo množství meteoritických dopadů na vnitřních tělesech sluneční soustavy před 100 až 50 milióny lety. Rodina Baptistina sa skládá ze vzácných uhlíkato-chondritových asteroidů a meteoroidů se shodnými oběžnými dráhami. Koncentrace chrómu v usazeninách (65 milióny let staré) na K-T rozhraní na Zemi naznačuje, že meteorit, který vytvořil Chicxulubský kráter, mohl pocházet z této rodiny. Meteorit, který před 108 milióny lety vytvořil měsíční kráter Tycho, může pocházet též z této skupiny asteroidů.
Nedávné výzkumy však naznačují, že se původní asteroid rozpadl až v době před 80 miliony lety, což zkracuje dobu, kterou mohl mít osudný úlomek, aby se dostal na kolizní kurz se Zemí, na pouhých 15 milionů let. Tím se také snižuje pravděpodobnost, že Baptistina je zdrojem, z něhož vzešel asteroid, který dinosaury vyhubil.